# هانس كريستيان لاسين
هانس كريستيان لاسين هو راكب الكنو دنماركي، ولد في 24 يوليو 1955.

## وصلات خارجية
- هانس كريستيان لاسين على موقع أوليمبيديا (الإنجليزية)